# Elaeocarpus kirtonii
Elaeocarpus kirtonii är en tvåhjärtbladig växtart som beskrevs av F. Müll. och Frederick Manson Bailey. Elaeocarpus kirtonii ingår i släktet Elaeocarpus och familjen Elaeocarpaceae. Inga underarter finns listade i Catalogue of Life.